# Mahmoud Bey
Ne doit pas être confondu avec Mahmoud Bey (football).
Mahmoud Bey (arabe : أبو الثناء محمود باشا باي), né le 10 juillet 1757 au palais du Bardo et mort le 28 mars 1824 à Tunis, est bey de Tunis de la dynastie des Husseinites de 1814 à sa mort.

## Biographie

### Succession difficile
Bien que fils aîné de Mohamed Rachid Bey, il est d'abord écarté par son oncle Ali II Bey puis par son cousin Hammouda Pacha de la succession au trône. Il parvient toutefois à faire assassiner son autre cousin, Osman Bey, par ses fils Hussein et Moustapha, et lui succède sur le trône le 21 décembre 1814. Un mois après son avènement, il fait exécuter le grand vizir, Youssef Saheb Ettabaâ, dont le corps est traîné dans les rues de Tunis par la foule et jeté dans le cimetière chrétien. Cependant, la famille de Saheb Ettabaâ obtient par la suite que ses restes soient inhumés dans le tombeau qu'il s'est fait construire dans la mosquée hanéfite de Halfaouine. Mahmoud nomme Mohamed Arbi Zarrouk Khaznadar, le demi-frère de son épouse, à la charge de grand vizir. Devenu trop puissant et plus riche que le bey, Zarrouk est exécuté en 1822 pour faciliter la prise de pouvoir du prince héritier, Hussein.

### Relations avec l'Europe
Monté sur le trône dans des circonstances tragiques, Mahmoud Bey, peu sûr du lendemain, connaît un règne assez mouvementé au cours duquel le pays connaît de nombreuses vicissitudes sans pouvoir sortir de la précarité économique. Il est vrai que le bey est surtout entouré de mamelouks, gens peu instruits et peu au courant de l'évolution politique et économique qui est en train de s'accomplir en Europe après les guerres napoléoniennes. Il place à la tête de sa garde de mamelouks Hussein Khodja. Tunis, comme le reste de la régence, reste enfermée dans des activités traditionnelles allant de l'artisanat à la piraterie toujours favorable aux grands personnages de l'État. On note alors la prééminence des familles tunisiennes d'armateurs corsaires, comme celle du caïd de Sfax, Mahmoud Djellouli, du caïd de Djerba, Hmida Ben Ayed, et du caïd de Bizerte, Slimane Belhadj, tous alliés aux Husseinites.
C'est ainsi que Mahmoud Bey n'hésite pas à donner aux corsaires de La Goulette l'ordre de prendre la mer chaque fois que l'occasion ou la nécessité se présente. Huit d'entre eux, sous le commandement du capitaine Mustapha Raïs, mènent, en octobre 1815, une razzia et ramènent à Tunis 150 captifs et un important butin. C'est alors que le congrès de Vienne charge Lord Exmouth, commandant en chef de l'escadre britannique de la mer Méditerranée, d'exiger du bey, sous forme d'ultimatum, la fin de la piraterie et la libération de tous les esclaves napolitains et sardes. Sous la menace, le bey promet de faire cesser la piraterie et fait libérer 800 esclaves italiens que Lord Exmouth embarque sur ses navires.

### Révolte de la milice turque
Surpris par l'interdiction de courir en mer qui les prive d'une partie de leurs ressources habituelles et se considérant comme humiliés, les Tunisois reprochent vivement au bey d'avoir accepté l'ultimatum des chrétiens. Les éléments turcs en particulier estiment que le bey n'a pas défendu avec assez de vigueur le prestige de leur nation et un sourd mécontentement travaille alors la milice. Deux semaines après le départ de Lord Exmouth, les janissaires tentent un coup d'État pour s'emparer du pouvoir.
Réunis au souk Ettrouk, le 30 avril 1816, les janissaires mécontents élisent deux chefs (Delibachi et Chabane Khodja) et le lendemain, au petit jour, procèdent à l'arrestation des principaux personnages de l'État domiciliés dans la capitale : le grand mufti, le cadi, le daoulatli, le grand douanier, les gouverneurs de Sfax et de Djerba et bien d'autres. Le chef des gardes beylicaux ayant voulu résister est massacré.
Après quoi, les conjurés réunis au palais du gouvernement rédigent un long manifeste condamnant la conduite de Mahmoud Bey qui a cédé à l'ultimatum britannique, proclamant sa déchéance et élevant à la dignité suprême le prince Ismaïl (frère du bey). Ismaïl refuse l'offre et engage les conjurés à se soumettre au bey sans tarder. Une partie des rebelles se rend, Delibachi et Chabane Khodja sont arrêtés puis exécutés, mais un grand nombre de leurs camarades, 1 200 environ, décident de continuer la lutte. Ils se dirigent vers La Goulette et s'emparent par surprise de la citadelle mais décident de quitter la régence. Mettant à profit la présence dans l'arsenal de cinq bateaux de corsaires chargés de vivres, les rebelles s'embarquent et prennent le large, non sans avoir pillé les magasins de l'État. Certains d'entre eux sont capturés et exécutés. Cet épisode marque la disparition, en tant qu'unité militaire et facteur politique, de la milice turque, qui pendant deux siècles, avait pesé sur la destinée de la régence de Tunis.

### Vicissitudes et calamités
Cependant, les difficultés financières résultant de la suppression de la piraterie mettent le bey dans l'obligation de chercher de nouvelles ressources fiscales. Il croit en trouver en étendant les monopoles d'État qu'Hammouda Bey et ses prédécesseurs avaient largement pratiqués. Tous les produits destinés à l'exportation sont accaparés et revendus au prix fort, ce qui gêne beaucoup les particuliers peu à peu réduits à la misère. Pour comble de malheur, en août-septembre 1818, une terrible épidémie de peste apparaît dans la ville et dura près de deux ans parmi une population affolée et sans moyens de défense contre le fléau. L'épidémie dépeuple Tunis et fait, dit-on, 50 000 victimes malgré l'exode d'une grande partie des citadins en banlieue et dans les campagnes. En période de croissance du fléau, les habitants qui s'étaient éloignés, rentraient chez eux pour s'occuper de leur affaires mais contractaient le mal à leur tour et succombaient.
Dans le même temps, et malgré les promesses de Mahmoud Bey, les corsaires tunisiens continuent de pratiquer la piraterie contre les navires européens et de nombreux esclaves chrétiens ressortissants de pays qui n'ont pas conclu de traité de paix avec la régence sont encore retenus à Tunis. Le 21 septembre 1819, les bâtiments d'une escadre franco-britannique arrivent à Tunis et leurs chefs, les amiraux Jurien et Freemanthe, présentent au bey, au cours d'une audience solennelle au palais du Bardo, la décision du congrès d'Aix-la-Chapelle, en date du 20 novembre 1818, invitant les régences d'Afrique du Nord à abolir la piraterie maritime et l'esclavage des chrétiens. Le bey doit alors s'incliner et faire des promesses fermes.

### Abolition de la piraterie et ses conséquences
Avec la suppression de la piraterie, l'économie de la régence est soumise à des perturbations profondes. Car elle faisait entrer à Tunis des marchandises et des devises européennes en quantité appréciable, ces dernières provenant principalement du rachat des captifs. « Depuis l'abolition de la course », écrit en 1819 le consul général de France Jacques Devoize, « le gouvernement de la régence a étudié tous les moyens de se dédommager de la perte des avantages qu'elle lui procurait, en créant de nouveaux droits qui pèsent principalement sur les chrétiens. Il a soumis à une quarantaine de dix jours et à une taxe de 18 piastres [ou rial] tous les bâtiments étrangers ». Le gouvernement avait prohibé toute sortie de monnaies étrangères qui servaient aux transactions, ce qui a pour conséquence une baisse catastrophique du rial tunisien. Une correspondance privée datée du 26 juin 1820 indique que « les difficultés pour prendre des traites sur la place n'ont fait qu'empirer vu le change ruineux sur Marseille et Livourne [...] La prohibition d'extraire toutes sortes de monnoyes, y compris des lingots d'or et d'argent, existe toujours. Nonobstant, il y a des personnes qui risquent et s'exposent à la confiscation. Les capitaines qui vendent leur cargaison en marchandise stipulent par contrat qu'il leur sera donné permis d'embarquer les monnoyes qu'ils reçoivent et qu'ils se procurent le montant de leur vente et rien de plus. Aussi au moment de l'embarquement de ces monnoyes sont-ils munis d'un ordre spécifiant que la quantité est celle vérifiée et comptée à la douane ».

### Fin de vie
Après l'exécution de l'ombrageux ministre Zarrouk en 1822, Mahmoud Bey laisse de plus en plus la gestion des tâches administratives à son fils Hussein pour se consacrer à la philosophie, à la cuisine et à la parfumerie. Il est le premier souverain connu à avoir vécu durant l'été à Sidi Bou Saïd.
À sa mort, il est inhumé dans le mausolée de Tourbet El Bey situé dans la médina de Tunis.